# Шарль Пате
Шарль Пате́ (фр. Charles Pathé; 25 грудня 1863, Шеврі-Коссіньї, Франція — 26 грудня 1957, Монте Карло, Монако) — французький кінопромисловиць, продюсер, один з основоположників французького кінематографа та кіновиробництва. Засновник фірми Pathé.

## Життєпис
Шарль Пате народився в містечку Шеврі-Коссіньї 26 грудня 1863 року. У 1866-му сім'я майбутнього продюсера переїжджає до Венсена, де Шарль Пате і провів своє дитинство та молоді роки. У 1896 році Шарль разом з братами заснував свою фірму «Брати Пате» (Pathé-Frères), до сфери діяльності якої входили виробництво патефонів, проєкційного обладнання та кінофільмів. Двоє з братів пізніше полишили цю справу, а Еміль (1860–1937) та Шарль продовжили, при цьому перший займався фонографами, а другий кінофільмами. У 1897 році, шляхом об'єднання 15-ти акціонерних товариств була створена компанія Pathé Cinema, статутний капітал якої склав 1 млн швейцарських франків, а у 1912 році виріс до 30 мільйонів.
Використовуючи камери, розроблені Луї і Огюст Люм'єрами, Pathé-Frères знімали численні короткометражні сюжети, більшість з яких була сенсаційними кримінальними пригодами, мелодраматичними любовними історіями чи комічними анекдотами. У 1908 році фірма почала випускати регулярну кінохроніку та серії науково-популярних фільмів. У 1909 році Шарль Пате створив свій перший повнометражний фільм «Знедолені», екранізацію однойменного роману Віктора Гюго у чотирьох частинах. Загалом за час своєї кар'єри Шарль Пате виступив продюсером понад 360 кінофільмів.
Після Першої світової війни через спад кіновиробництва, починаючи з 1918 Шарль Пате частково відійшов від справ, продавши більшість свої компаній.
У 1930 році Шарль Пате пішов у відставку, а у 1956-му його фірму поглинула компанія «Warner Bros. Pictures».
Помер Шарль Пате 25 грудня 1957 року в Монте Карло у Монако у віці 93 років.